# Phryneta asmarensis
Phryneta asmarensis är en skalbaggsart som beskrevs av Stefan von Breuning 1969. Phryneta asmarensis ingår i släktet Phryneta och familjen långhorningar. Inga underarter finns listade i Catalogue of Life.